# Pericosmus cordatus
Pericosmus cordatus is een zee-egel uit de familie Pericosmidae.
De wetenschappelijke naam van de soort werd in 1950 gepubliceerd door Theodor Mortensen.